# G Fuel
G Fuel (stylisé G FUEL) est une marque de boisson énergisante, boisson lyophilisée caféinée fabriquée par Gamma Labs, une société américaine basée à Hauppauge (New York),. Leur marketing cible principalement la sphère du gaming, où ils sponsorisent des vidéastes et streameurs.

## Controverses
En avril 2018, un procès à l'encontre de Gamma Labs a été intenté par l'Environmental Research Center de Californie à propos de contaminations au plomb des produits G Fuel. 18 échantillons de G Fuel ont révélé des traces de plomb assez importantes pour justifier l'imposition d'un avertissement sur le produit, conformément à la Proposition 65 (en), une loi californienne qui régule les contaminant cancerogène ou reprotoxiques dans l'eau potable.